# 堀岡隼人
堀岡 隼人（ほりおか はやと、1998年9月11日 - ）は、神奈川県秦野市出身のプロ野球選手（投手）。右投右打。横浜DeNAベイスターズ所属。

## 経歴

### プロ入り前
秦野市立東小学校1年生から秦野市内の秦野市少年野球部コメッツに入団し野球を始め、秦野市立東中学校では「秦野リトルシニア」に所属する。
高校は青森県青森市の青森山田高等学校に進学。1年生の春からベンチ入りした。2年生の秋には背番号1番を付け、三森大貴とともに秋期東北地区大会を同校として初優勝し、第46回明治神宮野球大会に初出場。東邦高等学校に4対3で勝利し、ベスト4に進出する。3年生の春に第88回選抜高等学校野球大会に同校として11年ぶり2回目の出場を果たすが、1回戦で前年の神宮大会の準決勝で敗れた敦賀気比高等学校と対戦、山﨑颯一郎と投げ合い、8回を被安打3、失点1の好投をみせるが、1対0で初戦敗退となった。3年生の夏の第98回全国高等学校野球選手権青森大会では、4回戦の大湊高校戦で2番手で8回から登板したが3失点しチームは敗退。春夏連続の甲子園出場はならなかった。
入団テスト合格を経て、2016年10月20日に行われたプロ野球ドラフト会議にて、読売ジャイアンツから育成選手ドラフト7巡目で指名され、支度金200万円、年俸240万円（金額は推定）で入団に合意した。背番号は013。担当スカウトは柏田貴史であった。

### 巨人時代
2017年10月に右肘のクリーニング手術を受けた。
2018年は三軍暮らしが続いた。
2019年は二軍で15試合登板、0勝0敗3セーブ、防御率0.86と好成績を残し、7月26日に支配下登録された。推定年俸は420万円となり、背番号は95に変更された。読売ジャイアンツの高卒育成投手としては、球団史上初の支配下登録となった。8月1日の広島東洋カープ戦で一軍初登板を果たし、シーズンとしては3試合に登板し、防御率6.23を記録。オフに、40万円増の推定年俸460万円で契約を更改した。
2020年、7月5日に出場登録され同日にシーズン初登板し2回1安打無失点と好投するも、チーム事情でわずか1日で登録抹消。8月6日の阪神タイガース戦では、0-4の8回から登板し、満塁弾を含む4安打2四球7失点で一死しか取れず降板し、野手である増田大輝が登板するきっかけを作った。賛否両論があった増田登板について、試合後に原辰徳監督は「堀岡を投げさせることの方がはるかに失礼なこと」とコメントし、翌8月7日に登録抹消となった。シーズン終盤には二軍で先発に挑戦し3戦連続でハイ・クオリティ・スタートを記録した。11月8日の東京ヤクルトスワローズ戦でプロ初ホールドを記録。最終的に、一軍では12試合登板、0勝0敗1ホールド、防御率7.82を記録。オフに、240万円増の推定年俸700万円で契約を更改した。
2021年は三軍で8試合に登板して0勝0敗、防御率1.04、二軍で43試合に登板して2勝4敗1セーブ、防御率4.10の成績を残したが、一軍での登板機会はなかった。シーズン終了後の11月15日に、育成契約への移行を前提として自由契約とすることを通告された。12月9日、30万円減となる推定年俸670万円で育成選手として再契約した。背番号は095に変更された。
2022年は二軍で30試合に登板し3勝3敗1セーブ、防御率2.83の成績を残したが、シーズン中の支配下登録を勝ち取ることはできなかった。
2023年3月9日、再び支配下契約となり背番号は95に変更された。5月3日の東京ヤクルトスワローズ戦で3年ぶりとなる一軍登板を果たしたが、制球に苦しみ1回1/3を2失点で降板。その後は登板機会が無いまま8日に登録抹消となった。8月9日に再登録され、翌10日の阪神タイガース戦では0回2/3を無失点としたが、19日の広島東洋カープ戦で二番手として登板しマット・デビッドソン、末包昇大に本塁打を許すなど1回1/3で3失点と振るわず、以降の一軍登板は無かった。二軍では43試合に登板し防御率1.87で8セーブを挙げる好成績を残した一方で、一軍では3試合の登板で防御率13.50という結果に終わった。10月13日に戦力外通告を受け、現役続行希望を表明し12球団合同トライアウト受験の意向を示したが、実際には不参加となった。

### DeNA時代
2023年11月17日に横浜DeNAベイスターズと育成選手契約を結ぶことが発表され、背番号は111となった。推定年俸は670万円となった。
2024年は二軍で17試合に登板し、1勝1敗、防御率2.60の成績を挙げると、一軍の投手陣に故障や不調が続出している事情もあり、6月8日にジョフレック・ディアスとともに支配下契約を結んだ。背番号は92に変更となった。即日一軍に合流したものの、なかなか一軍での登板機会は回ってこず、6月30日の中日ドラゴンズ戦（バンテリンドームナゴヤ）で移籍後初登板を果たし、1回を無失点に抑えた。翌日に登録抹消となった。7月16日に再登録され、古巣の巨人相手に2試合登板して2回無失点だったものの、29日に登録抹消となった。9月29日に再登録された。最終的に6試合に登板し、1ホールド、防御率0.00という成績だった。そのままクライマックスシリーズでも選手登録され、3試合に登板して無失点、特に10月16日のファイナルステージ第1戦では、2点リードの8回の場面でのセットアッパーに抜擢され、前年に戦力外通告を受けた古巣の巨人の上位打線相手に1イニングを無失点に抑え込み、4番の岡本和真から3アウト目を奪うと雄たけびをあげた。日本シリーズでも登板を経験し、契約更改交渉の場で1年を振り返って、「育成から支配下になり、シーズン後半になって、一軍の試合に出させてもらって、CSで投げて、日本シリーズに出て日本一にもなり、全く想像していない1年でした」と語った。
2025年は開幕一軍をつかみ、救援で4試合に登板したが、4月12日に登録を抹消された。5月16日に再度一軍登録された。7月3日の中日戦（横浜スタジアム）で、5点リードの点差ながら最終回を任されたが、代打のブライト健太に2点本塁打を打たれるなどして1回を投げ切れずに降板し、再登録後は8試合の登板で、翌4日に再度登録を抹消された。

## 選手としての特徴・人物
ゆったりとしたフォームから、スライダーとチェンジアップを操る投球が持ち味。高校時代の最速は144km/hであったが、プロ入り後には最速154km/hを記録。

## 詳細情報

### 年度別投手成績
| 年 度     | 球 団     | 登 板 | 先 発 | 完 投 | 完 封 | 無 四 球 | 勝 利 | 敗 戦 | セ 丨 ブ | ホ 丨 ル ド | 勝 率 | 打 者 | 投 球 回 | 被 安 打 | 被 本 塁 打 | 与 四 球 | 敬 遠 | 与 死 球 | 奪 三 振 | 暴 投 | ボ 丨 ク | 失 点 | 自 責 点 | 防 御 率 | W H I P |
| --------- | --------- | ----- | ----- | ----- | ----- | -------- | ----- | ----- | -------- | ----------- | ----- | ----- | -------- | -------- | ----------- | -------- | ----- | -------- | -------- | ----- | -------- | ----- | -------- | -------- | ------- |
| 2019      | 巨人      | 3     | 0     | 0     | 0     | 0        | 0     | 0     | 0        | 0           | ----  | 18    | 4.1      | 5        | 1           | 3        | 0     | 0        | 2        | 1     | 0        | 3     | 3        | 6.23     | 1.85    |
| 2020      | 巨人      | 12    | 0     | 0     | 0     | 0        | 0     | 0     | 0        | 1           | ----  | 62    | 12.2     | 16       | 2           | 8        | 0     | 0        | 11       | 0     | 0        | 13    | 11       | 7.82     | 1.89    |
| 2023      | 巨人      | 3     | 0     | 0     | 0     | 0        | 0     | 0     | 0        | 0           | ----  | 19    | 3.1      | 6        | 2           | 3        | 0     | 0        | 4        | 0     | 0        | 5     | 5        | 13.50    | 2.70    |
| 2024      | DeNA      | 6     | 0     | 0     | 0     | 0        | 0     | 0     | 0        | 1           | ----  | 24    | 6.0      | 5        | 0           | 1        | 1     | 0        | 6        | 0     | 0        | 0     | 0        | 0.00     | 1.00    |
| 通算：4年 | 通算：4年 | 24    | 0     | 0     | 0     | 0        | 0     | 0     | 0        | 2           | ----  | 123   | 26.1     | 32       | 5           | 15       | 1     | 0        | 23       | 1     | 0        | 21    | 19       | 6.49     | 1.78    |

- 2024年度シーズン終了時

### 年度別守備成績
| 年 度 | 球 団 | 投手  | 投手  | 投手  | 投手  | 投手  | 投手     |
| 年 度 | 球 団 | 試 合 | 刺 殺 | 補 殺 | 失 策 | 併 殺 | 守 備 率 |
| ----- | ----- | ----- | ----- | ----- | ----- | ----- | -------- |
| 2019  | 巨人  | 3     | 0     | 1     | 0     | 0     | 1.000    |
| 2020  | 巨人  | 12    | 0     | 2     | 1     | 0     | .667     |
| 2023  | 巨人  | 3     | 0     | 1     | 0     | 0     | 1.000    |
| 2024  | DeNA  | 6     | 0     | 0     | 0     | 0     | 1.000    |
| 通算  | 通算  | 24    | 0     | 4     | 1     | 0     | .800     |

- 2024年度シーズン終了時

### 記録
初記録
- 初登板：2019年8月1日、対広島東洋カープ17回戦（東京ドーム）、9回表二死から救援登板・完了、1/3回無失点
- 初奪三振：同上、9回表に會澤翼から空振り三振
- 初ホールド：2020年11月8日、対東京ヤクルトスワローズ24回戦（東京ドーム）、6回表に2番手で救援登板、1回無失点

### 背番号
- 013（2017年 - 2019年7月25日）
- 95（2019年7月26日 - 2021年、2023年3月9日 - 同年終了）
- 095（2022年 - 2023年3月8日）
- 111（2024年 - 同年6月7日）
- 92（2024年6月8日 - ）

### 登場曲
- 「pride」GReeeeN（2018年）
- 「ドリームキャッチャー」ベリーグッドマン（2019年 - 2021年）
- 「ただ、ありがとう」MONKEY MAJIK（2022年）
- 「ワンダフルデイズ」ONE☆DRAFT（2023年）